# Heathcock Peak
Heathcock Peak är en bergstopp i Antarktis. Den ligger i den centrala delen av kontinenten. Inget land gör anspråk på området. Toppen på Heathcock Peak är 2 310 meter över havet.
Terrängen runt Heathcock Peak är kuperad åt sydväst, men åt nordost är den platt. Området är obefolkat.